# Primärkonstruktion
Als Primärkonstruktion wird in der Statik diejenige horizontale Balkenlage bezeichnet, die meistens zuunterst die darüberliegenden Lasten eines Geschosses, z. B. der Sekundärkonstruktion, auf die vertikalen Bauteile wie Wände und Stützen ableitet.
Der Name leitet sich daher ab, dass sie der eigentliche funktionelle Teil einer Trag- oder Fachwerkskonstruktion ist.